# Фермой
Фермой (англ. Fermoy; ирл. Mainistir Fhear Maí (Маништирь-Ар-Мы), «мужской монастырь на равнине») — (малый) город в Ирландии, находится в графстве Корк (провинция Манстер). Здесь живёт родившийся в США Майкл Флетли.
Местная железнодорожная станция была открыта 17 мая 1860 года и закрыта 27 марта 1967 года.

## Демография
Население — 5873 человека (по переписи 2006 года). В 2002 году население составляло 4804 человека. При этом, население внутри городской черты (legal area) было 2275, население пригородов (environs) — 3598.
Данные переписи 2006 года:
| Общие демографические показатели |               |                               |                               |      |      |
| Всё население                    | Всё население | Изменения населения 2002—2006 | Изменения населения 2002—2006 | 2006 | 2006 |
| 2002                             | 2006          | чел.                          | %                             | муж. | жен. |
| 4804                             | 5873          | 1069                          | 22,3                          | 2939 | 2934 |

В нижеприводимых таблицах сумма всех ответов (столбец «сумма»), как правило, меньше общего населения населённого пункта (столбец «2006»).
| Религия (Тема 2 — 5 : Число людей по религиям, 2006) |             |                |             |            |       |      |
| Католики, чел.                                       | Католики, % | Другая религия | Без религии | не указано | сумма | 2006 |
| 5285                                                 | 90,0        | 281            | 223         | 84         | 5873  | 5873 |

| Этно-расовый состав (Этничность. Тема 2 — 3 : Постоянное население по этническому или культурному происхождению, 2006) |            |              |       |        |        |            |       |       |
| Белые ирландцы | Лухт-шулта | Другие белые | Негры | Азиаты | Другие | Не указано | сумма | 2006  |
| 4619 | 44         | 774          | 47    | 44     | 123    | 71         | 5722  | 5873  |
| Доля от всех отвечавших на вопрос, %                                                                                   |            |              |       |        |        |            |       |       |
| 80,7 | 0,8        | 13,5         | 0,8   | 0,8    | 2,1    | 1,2        | 100   | 97,41 |

1 — доля отвечавших на вопрос о языке от всего населения.
| Владение ирландским языком (Тема 3 — 1 : Число людей от 3 лет и старше по способности говорить по-ирландски, 2006) |      |            |       |       |
| Владеете ли Вы ирландским языком?                                                                                  |      |            |       |       |
| Да | Нет  | Не указано | сумма | 2006  |
| 2069 | 3433 | 84         | 5586  | 5873  |
| Доля от всех отвечавших на вопрос о языке, %                                                                       |      |            |       |       |
| 37,0 | 61,5 | 1,5        | 100   | 95,11 |

1 — доля отвечавших на вопрос о языке от всего населения.
| Использование ирландского языка (Тема 3 — 2 : Говорящие по-ирландски от 3 лет и старше по частоте использования ирландского языка, 2006) |                                                            |                                               |                                               |                                               |                                               |                                               |       |                                     |      |
| Как часто и где Вы говорите по-ирландски?                                                                                                |                                                            |                                               |                                               |                                               |                                               |                                               |       |                                     |      |
| ежедневно, только в образовательных учреждениях                                                                                          | ежедневно, как в образовательных учреждениях, так и вне их | в других местах (вне образовательной системы) | в других местах (вне образовательной системы) | в других местах (вне образовательной системы) | в других местах (вне образовательной системы) | в других местах (вне образовательной системы) | сумма | всего, отвечавших на вопрос о языке | 2006 |
| ежедневно, только в образовательных учреждениях                                                                                          | ежедневно, как в образовательных учреждениях, так и вне их | ежедневно                                     | каждую неделю                                 | реже                                          | никогда                                       | не указано                                    | сумма | всего, отвечавших на вопрос о языке | 2006 |
| 612 | 41                                                         | 54                                            | 112                                           | 676                                           | 531                                           | 43                                            | 2069  | 5586                                | 5873 |
| Доля от всех отвечавших на вопрос о языке, %                                                                                             |                                                            |                                               |                                               |                                               |                                               |                                               |       |                                     |      |
| 11,0 | 0,7                                                        | 1,0                                           | 2,0                                           | 12,1                                          | 9,5                                           | 0,8                                           | 37,0  | 100                                 |      |

| Типы частных жилищ (Тема 6 — 1(a) : Число частных домовладений по типу размещения, 2006) |          |         |                 |            |       |      |
| Отдельный дом                                                                            | Квартира | Комната | Переносные дома | не указано | сумма | 2006 |
| 1879                                                                                     | 179      | 17      | 2               | 58         | 2135  | 5873 |